# The Buddy Holly Story
The Buddy Holly Story (pol. Opowieść o Buddym Hollym) – amerykański film biograficzny z 1978 roku przedstawiający życie Buddy Holly’ego – muzyka rock’n’rollowego. Scenariusz oparty jest na książce Buddy Holly His Life and Music Johna Goldrosena.

## Obsada
- Gary Busey – Buddy Holly
- Don Stroud – Jesse Charles
- Charles Martin Smith – Ray Bob Simmons
- Conrad Janis – Ross Turner
- William Jordan – Riley Randolph
- Maria Richwine – Maria Elena Holly
- Amy Johnston – Cindy Lou
- Dick O’Neill – Sol Gittler
- Fred Travalena – Madman Mancuso

i inni

## Nagrody i nominacje
Oscary za rok 1978
- Najlepsza muzyka z piosenkami i/lub adaptacja muzyki – Joe Renzetti
- Najlepszy dźwięk – Tex Rudloff, Joel Fein, Curly Thirlwell, Willie D. Burton (nominacja)
- Najlepszy aktor – Gary Busey (nominacja)

Złote Globy 1978
- Najlepszy aktor w komedii/musicalu – Gary Busey (nominacja)

Nagrody BAFTA 1979
- Najbardziej obiecujący debiut aktorski w głównej roli – Gary Busey